# Termosublimační tiskárna
Termosublimační tiskárny jsou určeny pro velmi kvalitní a rychlý tisk fotografií z počítače, či digitálního fotoaparátu. Výstupní fotografie se vyznačují odolností vůči vlivům okolního prostředí (vlhkost, UV záření...) a zůstávají stejné i po letech. Rozlišení těchto tiskáren je nejčastěji 300 dpi (bodů na palec). Veřejnost se s nimi nejčastěji setká v tzv. foto kioscích, tj. samoobslužných automatech, které bývají umístěny v obchodních centrech, v drogeriích nebo v provozovnách kopírovacích služeb, kde si na nich kdokoli na počkání může na papír vytisknout své digitální fotografie. 

## Princip
Termosublimační tiskárny používají odlišnou technologii než laserové nebo inkoustové tiskárny. Fungují na principu sublimace (změna skupenství z pevného na plynné bez kapalného mezistupně). Barvivo je naneseno na pásce o šířce papíru. Páska se zahřeje pomocí tiskové hlavy na určitou teplotu, tím se barva přemění na plyn a obtiskne se na papír. Po přenesení na papír se opět vrátí do pevného skupenství. Páska je většinou z celofánu a skládá se ze čtyř vrstev CMYO (Cyan – azurová, Magenta – purpurová, Yellow – žlutá a Overcoat – ochranná vrstva), což je obdoba spektra barev CMYK. Z této pásky se postupně přes sebe nanesou uvedené barevné vrstvy a tím je tisk dokončen. Tiskne se na speciální papír, který je dodáván spolu s barvící fólií. Při tisku se vždy barvící fólie znehodnotí a proto se pro každý tisk používá fólie nová. Podrobnější popis s odkazy lze nalézt v článku vysvětlujícím funkci foto kiosků zmiňovaných v úvodu.

## Výhody a nevýhody
Sublimační tisk nevytváří řadu drobných bodů jako inkoustové tiskárny, ale vyznačuje se plynulými barevnými přechody, které jsou vnímány jako vyšší kvalita. Ovšem současné inkoustové tiskárny už dovedou tisknout tak miniaturní body, že výsledek je pro oko srovnatelný. Díky suchému procesu (bez tekutých barev) a nanesenému ochrannému povlaku jsou fotografie ve srovnání s inkoustovými odolnější. Například při postříkání vodou působí skoro jako "nepromokavé". Výhodou je i méně pohyblivých částí, v podstatě bezúdržbový provoz a to, že ani po delší době nečinnosti inkoust nevysychá a tisková hlava se nemusí proplachovat.
Termosublimační tiskárny však mají i některé nevýhody, kvůli kterým nejsou, zejména jako domácí či kancelářské tiskárny, příliš rozšířené. Protože se moc nekupují, je jejich nabídka omezená a pořizovací i provozní náklady zpravidla poněkud vyšší než u inkoustových tiskáren. Nevýhodou je též to, že použití je omezené pouze na tisk fotografií, protože písmo a grafika s tenkými liniemi na nich nevycházejí dostatečně ostré. Nemá tedy smysl srovnávat je s laserovými tiskárnami, které naopak k tisku fotografií vhodné nejsou. Důležitý je také fakt, že všechny tištěné fotografie mají stejnou velikost, danou šířkou použité pásky s barvami. Taková tiskárna se tedy hodí tomu, kdo chce tisknout například velký počet fotografií formátu 10x15cm, ale není vhodným řešením pro fotografa, který potřebuje tisknout různé formáty. Navíc termosublimačním tiskem není možné vytisknout fotografii větší než 20x30cm, jelikož větší tiskárny nejsou obecně dostupné.
Nevýhodu pořizovací ceny a jediného formátu lze eliminovat využitím foto kiosků, které jsou dnes přístupné na řadě míst formou samoobsluhy. V nabídce každého kiosku je více formátů (obvykle 10x15, 15x20 a 20x30cm) a fotografie se vytisknou na počkání. Ceny bývají podobné anebo jen o trochu vyšší než za fotografie vyrobené jinými nabízenými službami.